# Dryops striatopunctatus
Dryops striatopunctatus is een keversoort uit de familie ruighaarkevers (Dryopidae). De wetenschappelijke naam van de soort werd in 1841 gepubliceerd door Oswald Heer.